# Dome F105
Vous lisez un « article de qualité » labellisé en 2021.
Chronologie des modèles (1996)
La Dome F105, également nommée Dome F105 Infinity et Dome F105i au Japon, est une monoplace de Formule 1 conçue par l'ingénieur Akioshi Oku pour le compte du constructeur japonais Dome. Elle est testée par l'Italien Marco Apicella et les Japonais Shinji Nakano et Naoki Hattori en vue de préparer la venue du constructeur lors du championnat du monde de Formule 1 1997. La F105 est équipée d'un moteur V10 Mugen-Honda MF-301H et de pneumatiques Goodyear.
La F105, développée et construite par le personnel de Dome, constitué de quarante employés, à partir d'août 1995, est présentée à Tokyo le 18 mars 1996 lors d'un gala pendant lequel le constructeur japonais dévoile son programme d'essais, baptisé F1 GP Nippon Challenge, qui prévoit des sessions de tests au Japon et en Europe, et les seize entreprises japonaises qui la soutiennent financièrement, sous le label F1 Adventure Club. La F105 fait ses premiers tours de roues le 1er avril 1996 sur le circuit de Mine.
Les essais menés au Japon sont régulièrement entravés par des problèmes de fiabilité, en particulier de la boîte de vitesses semi-automatique, tandis que le manque de moyens financiers, dû au faible engouement des entreprises japonaises pour ce projet, contraint Dome à renoncer à ses essais en Europe puis à repousser son arrivée en Formule 1 à 1998. Fin octobre 1996, Dome procède à un essai contre-la-montre à Suzuka où la F105 se révèle peu rapide ; à l'issue de ce test, une fuite d'huile provoque un incendie qui endommage gravement la monoplace.
Le changement de réglementation technique de la Formule 1 contraint Dome, déjà en manque de moyens financiers, à concevoir une nouvelle monoplace à partir de la F105 et à reporter sa venue dans la catégorie-reine du sport automobile à 2000. Le constructeur japonais abandonne alors son projet de créer une écurie totalement japonaise et se met à la recherche d'un investisseur étranger, sans succès. Lorsque Dome perd le soutien de Honda qui projette de créer sa propre écurie d'ici 2000, elle abandonne définitivement ses ambitions d'accéder à la Formule 1.

## Contexte et développement

### Dome, un constructeur japonais de voitures de sport

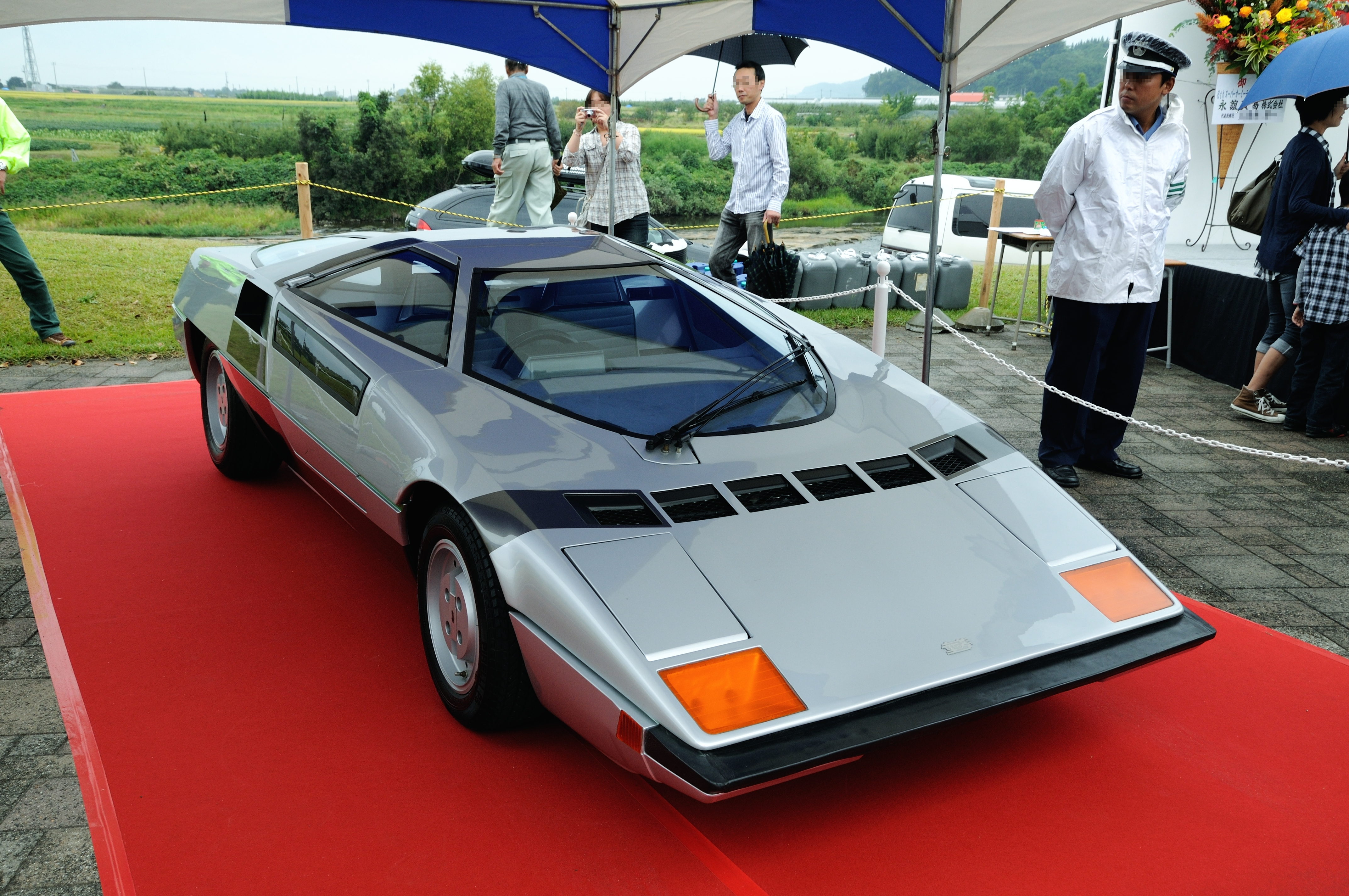
La Dome Zero est la première voiture construite par Dome, en 1978.

En 1965, Minoru Hayashi construit sa première voiture, sur la base de la Honda S600 de 1964, puis produit des monoplaces de Formule 500cc au Japon au début des années 1970. À la fin de cette décennie, Hayashi fonde la société Dome et établit une usine à Kyoto. La Zero, première voiture du constructeur, est exposée au Salon international de l'automobile de Genève en 1978 ; la Zero P2 la remplace en 1979. Toutefois ces modèles, qui ne reçoivent pas l'homologation des autorités japonaises, ne sont jamais produites en série. Deux exemplaires de la Dome Zero RL, mue par un moteur V8 Ford-Cosworth DFV, sont engagés aux 24 Heures du Mans 1979 pour la première participation du constructeur, et confiés à Chris Craft et Gordon Spice ainsi qu'à Tony Trimmer et Bob Evans ; aucun équipage ne termine l'épreuve,,.
À partir de 1980, Hayashi conçoit des monoplaces pour le championnat du Japon de Formule 3. La Hayashi 803 est développée par l'ingénieur japonais Masao Ono, impliqué en Formule 1 au sein des écuries Maki Engineering Racing Team et Kojima Engineering entre 1974 et 1977. La 803, monoplace de conception très conventionnelle, se montre compétitive. Sa remplaçante, la Hayashi 320, permet à Osamu Nakano de remporter le championnat du Japon de Formule 3 en 1981 suivi, trois ans plus tard, par Shuji Hyodo au volant d'une Hayashi 322. À partir de 1985, Dome et Masao Ono construisent des voitures de sport pour le compte, entre autres, des écuries Toyota Motorsport et TOM'S engagées en championnat du Japon de sport-prototypes et en championnat IMSA GT. Cette association prend fin à la fin des années 1980,,.

### La préparation vers la Formule 1 dès la fin des années 1980
En 1987, Dome fait ses débuts en championnat du Japon de Formule 3000, avec l'objectif, à long terme, d'intégrer la Formule 1 avec une écurie totalement japonaise. Par conséquent, Dome et Wacaol, qui soutient le constructeur japonais en Formule 3000, fondent Jiotto Design, une société assimilable au département technique de Dome, et qui possède une soufflerie à échelle 25 % (auparavant détenue par le Japan Automobile Research Institute), des technologies de conception et de fabrication assistées par ordinateur et des fours autoclaves. Dome obtient le soutien financier de nombreuses entreprises, dont Try, une société fabriquant des didacticiels, et VIP, une entreprise spécialisée en informatique. Le constructeur japonais développe également un partenariat avec Mugen Motorsports, le préparateur sportif des moteurs et automobiles de Honda. En 1994, au volant d'une Dome F104, l'Italien Marco Apicella est sacré champion du Japon de Formule 3000.
Au début de l'année 1995, Tadashi Sasaki, le directeur de l'écurie de Formule 1 Minardi, rejoint Dome en qualité de directeur sportif. Le projet d'intégrer la catégorie-reine du sport automobile est révélé à la mi-septembre 1995 et prévoit une présentation de la F105 en mars 1995. Les données recueillies grâce aux essais menés avec cette monoplace doivent servir de base à la conception d'une nouvelle voiture de Formule 1, engagée en championnat en 1997. Akioshi Oku, à l'origine de la F104, est le concepteur en chef de la F105 destinée aux essais de développement. Assisté de l'aérodynamicien en chef Yuji Shiraishi, sa conception débute dès août 1995,.

## Conception de la monoplace

### Châssis, freins et suspensions
La Dome F105, d'une masse de 595 kilogrammes avec son pilote, longue de 4 515 mm, large de 1 995 mm et haute de 980 mm, est dotée d'un châssis monocoque en fibre de carbone, en kevlar et en aluminium et d'une structure en nid d'abeille. Son empattement est de 2 880 mm, sa voie avant est de 1 708 mm et sa voie arrière est de 1 619 mm. Une partie des matériaux nécessaires à sa construction est fournie par Mitsubishi Rayon. La monoplace affiche un coefficient de traînée de 1.1. L'arrière du châssis est réalisé en un seul bloc recouvrant le moteur et les pontons, rendant cette partie de la monoplace très difficile à démonter et à remonter. La Dome F105 présente une aérodynamique conventionnelle : à l'instar des autres monoplaces de Formule 1 conçues au milieu des années 1990, elle arbore un nez allongé et surélevé ; les pontons sont équipés de petites ailettes tandis que la partie arrière présente un aileron avec des ailes inférieures recourbées, un diffuseur à plusieurs lames et un refroidisseur d'huile de boîte de vitesses monté au centre de cette partie. Enfin, le réservoir de la monoplace, en caoutchouc et d'une capacité de 125 litres, est monté à l'arrière du cockpit.
Les suspensions adoptent une structure classique, composés d'une double triangulation en acier et de poussoirs en fibre de carbone, activant des ressorts et des amortisseurs développés par Showa. Les suspensions arrière sont montées au-dessus du carter de boîte de vitesses. Les disques de frein en carbone, conçus par Hitco, sont dotés d'étriers monobloc à six pistons à l'avant et quatre à l'arrière. La F105 est équipée de la direction assistée et d'un volant fabriqué par la société Lears,.
Avant les débuts de la Dome F105, le fabricant de pneumatiques japonais Bridgestone annonce faire son entrée en Formule 1 à partir de 1997 et équiper les écuries Dome et Arrows. De ce fait, les négociations entre Dome et Goodyear pour la fourniture de pneumatiques dans le cadre des essais de la F105 s'avèrent houleuses, le manufacturier américain accusant le constructeur japonais de vouloir recueillir des données pour le compte de Bridgestone,. Ces allégations poussent Tadashi Sasaki à se rendre au Grand Prix d'Australie 1996 pour apaiser les relations avec Goodyear. Finalement, si le manufacturier accepte d'équiper la F105, il ne fournit pas des gommes identiques à celles des autres équipes de Formule 1 : le meilleur type de pneu de l'équipe japonaise est le composé D âgé d'un an utilisé lors du Grand Prix d'Allemagne 1995. Les pneus sont montés sur des jantes en alliage de magnésium de 13 pouces conçues par Rays.

### Moteur et boîte de vitesses

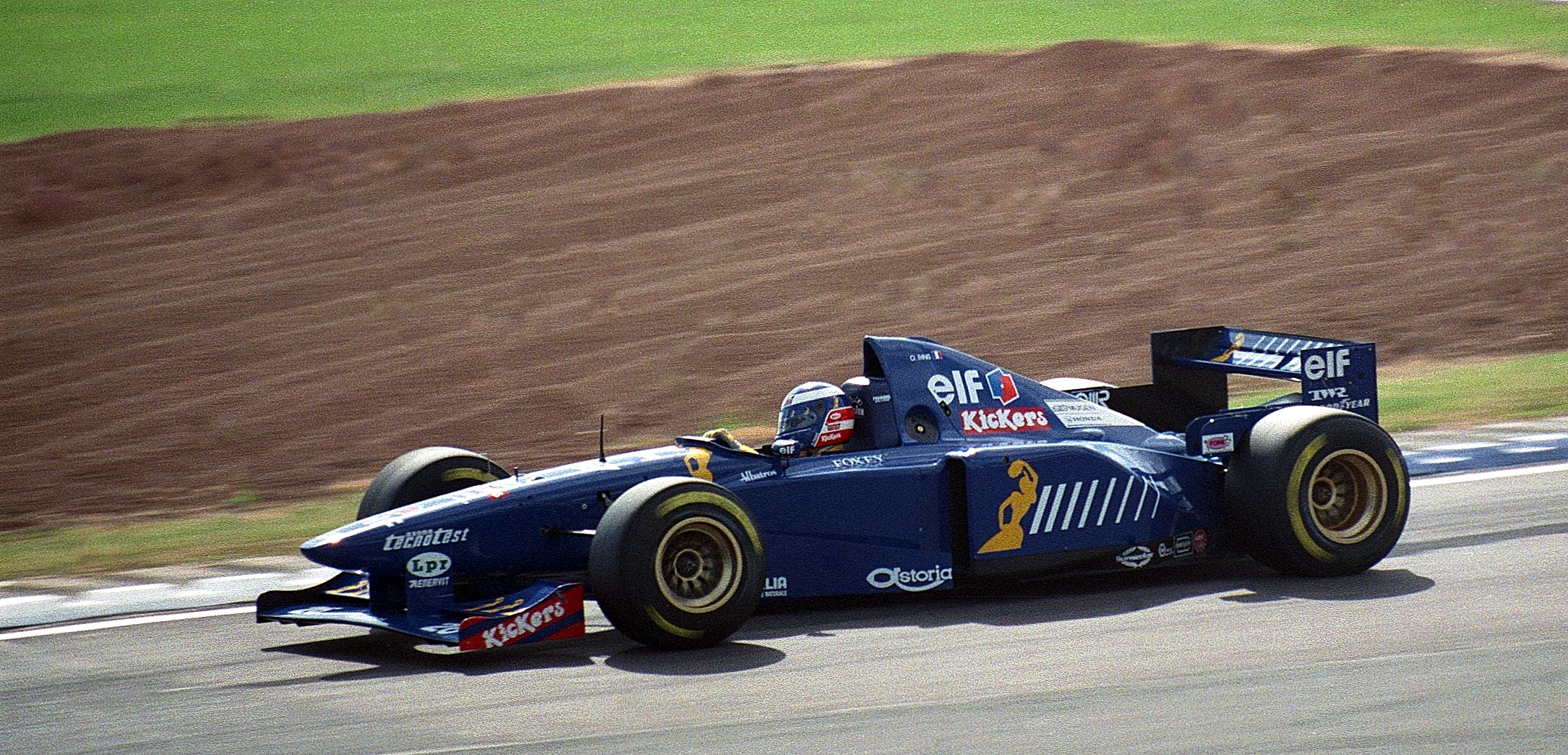
La Dome F105 est mue, comme cette Ligier JS41, par un moteur Mugen-Honda MF-301H.

La Dome F105 est propulsée par un moteur V10 Mugen-Honda MF-301H de 2 998 cm3 de cylindrée, développant 670 chevaux à 13 500 tours par minute. Déjà utilisé par les Ligier JS41 en 1995, ce bloc est plus puissant que le moteur V8 Ford-Cosworth EDD utilisé par la Minardi M195B et plus fiable que le bloc V10 Yamaha OX11C de la Tyrrell 024 et le moteur V10 Hart 830 de la Footwork FA17, ce qui semble suffisant pour se placer en milieu de grille,.
L'utilisation de blocs Mugen-Honda alimente la rumeur selon laquelle Honda finance le programme d'essais de Dome, qui servirait alors de préparation à une arrivée en Formule 1 pour Honda. Ainsi est émise l'hypothèse selon laquelle la Dome F105 est une tentative officieuse pour Honda de se préparer à la discipline-reine du sport automobile : en cas de succès du programme, le constructeur japonais engagerait une écurie d'usine sur la base du projet de Dome. À l'inverse, si les essais ne sont pas concluants, Dome s'engagerait seule en Formule 1. Ce partenariat entre les deux entreprises japonaises est donc semblable à celui entre Sauber et Mercedes-Benz en endurance et en Formule 1 dans les années 1980 et 1990,. Dome dément fermement tout lien étroit avec Honda et affirme son indépendance par rapport au constructeur japonais, qui lui facture à plein tarif la fourniture de ses blocs Mugen-Honda,.
Tadashi Sasaki conclut un accord avec la société Xtrac pour la fourniture d'une boîte de vitesses hydraulique semi-automatique à six vitesses montées longitudinalement. Cette boîte en alliage de magnésium avait été créée spécialement pour le projet avorté de la DAMS GD-01 puis éprouvée sur la Minardi M195 engagée en Formule 1 en 1995. Le système d'embrayage à trois disques est fourni par AP Racing et l'électronique est gérée par des composants de la société PI Research.

## La Dome F105 lors des essais de développement

### Présentation: le lancement duF1 GP Nippon Challenge
La Dome F105 et son programme d'essais, baptisé F1 GP Nippon Challenge sont présentés le 18 mars 1996 à Tokyo au Spiral Hall, un bâtiment appartenant à Wacoal, devant environ 500 personnes, essentiellement des journalistes, et le président de Mugen Motorsports. Les ingénieurs peaufinent les derniers détails jusqu'à la nuit précédant la présentation, notamment à cause d'une fuite d'essence provoquée par des problèmes d'installation du réservoir (celui-ci étant trop épais) dans la monocoque. La fuite, très difficile d'accès, est colmatée à l'aide d'un fibroscope. La F105 arbore une livrée blanche, décorée d'une bande jaune centrale. Minoru Hayashi, qui qualifie son projet de « challenge japonais » en matière de technologie et d'ingénierie, annonce avoir noué des partenariats avec seize entreprises, majoritairement japonaises, regroupées sous le label F1 Adventure Club créé pour l'occasion. S'il a toujours la volonté de créer une écurie de Formule 1 intégralement japonaise, le patron de Dome surprend les observateurs en expliquant qu'il ne recrutera un pilote japonais qu'à condition qu'il se montre performant lors des essais de développement.
Dome annonce que sa monoplace doit être testée dès le mois d'avril au Japon par l'Italien Marco Apicella, qui sera épaulé occasionnellement par les pilotes du constructeur japonais Shinji Nakano et Katsumi Yamamoto engagés par Dome en championnat du Japon de Formule 3000. Dome prévoit également d'effectuer des essais, en juillet 1996, sur les circuits de Nevers Magny-Cours et de Silverstone. En outre, Tadashi Sasaki, qui projette d'établir une base européenne dans l'ancienne usine du motoriste Honda à Leafield au Royaume-Uni pour diriger l'écurie, révèle que Dome n'a pas encore réuni les fonds nécessaires à sa participation au championnat du monde de Formule 1 en 1997,,.

### Essais de déverminage
Une première vérification du fonctionnement de la Dome F105 se déroule les 1er et 2 avril sur le circuit de Mine, dans la préfecture de Yamaguchi au Japon, avec Shinji Nakano. Durant la matinée, les ingénieurs résolvent les premiers problèmes liés au fonctionnement du moteur V10 Mugen-Honda et de la boîte de vitesses. L'après-midi, Nakano ne peut réaliser qu'un seul tour avant qu'une fuite d'huile au niveau de la boîte de vitesses ne mette fin à la journée de travail, la durit d'huile étant perforée. Le lendemain, la pluie matinale empêche l'équipe japonaise, équipée uniquement de pneus secs, de poursuivre ses vérifications de boîte de vitesses ; l'après-midi un seul tour est parcouru avant que le même problème que la veille ne survienne, interrompant derechef la séance,.
Après deux jours de travail destinés à régler ce dysfonctionnement, Dome obtient du circuit de Suzuka l'autorisation de tester sa monoplace pendant une heure sur le tracé ouest lors de l'après-midi du 4 avril. Malgré des difficultés à passer les vitesses et l'obligation de rouler à bas régime, les Japonais Shinji Nakano et Keiji Matsumoto ainsi que l'Italien Marco Apicella réalisent chacun trois tours de circuit sans encombre,,.
Le lendemain, à Suzuka, l'équipe procède, en présence de Minoru Hayashi (le fondateur de Dome) et de Tadaki Sasaki (le directeur sportif de l'équipe), au véritable déverminage de la F105 dont le régime moteur est toutefois limité à 13 000 tours par minute. Matsumoto boucle trois tours de circuit avant de laisser le volant à Apicella, qui achève la session d'essai sans défaillance technique pour effectuer un total de cinquante-quatre kilomètres,,.

### Premiers essais: problèmes de transmission et performances modestes

#### 10 et 11 avril: essais de transmission pour Nakano à Mine
Les 10 et 11 avril, Shinji Nakano retourne sur le circuit de Mine pour tester les améliorations effectuées sur la transmission semi-automatique. La première journée, malgré des difficultés avec l'utilisation des première et deuxième vitesses, le Japonais boucle trente-trois tours. Les ingénieurs et Nakano envisagent d'abaisser la hauteur de caisse à l'arrière de la F105 de 5,5 millimètres et de diminuer l'angle de carrossage avant, mais ces réglages ne peuvent être effectués convenablement, l'équipe ne disposant que d'un seul train de pneus secs pour toute la session d'essais ; cette contrainte empêche également de réaliser des tours rapides significatifs. Le lendemain, les problèmes de boîte de vitesses étant résolus, Nakano, désormais à même de tourner à plein régime, effectue cinquante-six tours,.

#### 21 avril: Apicella à Suzuka
Le 21 avril, les essais se poursuivent à Suzuka : après une matinée consacrée à la préparation de la voiture, Marco Apicella prend la piste à un rythme lent, équipé du composé B fourni par Goodyear, mais le blipper (système électronique de gestion d'aide à la montée et à la descente des rapports) tombe en panne. Cette pièce prenant trop de temps à être changée, la séance d'essais continue afin de récolter des données sur l'accélération de la monoplace. Au bout de dix-huit tours et un meilleur temps en 1 min 18 s 75, de nouveaux problèmes de boîte de vitesses surviennent et la tringlerie de la pédale d'accélérateur casse, mettant fin à la séance,.

#### 27 et 28 avril: Wakisaka en démonstration à Suzuka
Une semaine plus tard, les 27 et 28 avril, la F105 fait son apparition en marge de la manche inaugurale du championnat de Formula Nippon 1996 disputée à Suzuka. Dome offre alors un essai de deux jours au Japonais Juichi Wakisaka, vainqueur des deux premières manches du championnat du Japon de Formule 3, l'antichambre de la Formula Nippon. Pour sa première prestation au volant d'une monoplace de Formule 1, Wakisaka parcourt 95 kilomètres avec le jeu de pneumatiques précédemment utilisé par Apicella,.

#### 30 avril et1ermai: essais aérodynamiques pour Apicella et Nakano à Suzuka
Deux jours plus tard, les 30 avril et 1er mai, Dome poursuit ses essais sur le circuit de Mine, en se fixant pour objectif de tester de nouveaux réglages aérodynamiques de la voiture désormais équipée d'un double aileron arrière abaissé de 1,5 millimètres et d'un aileron avant abaissé de 3 millimètres. L'installation du double aileron arrière a entraîné l'abaissement des ailes latérales de 15 millimètres, ce qui augmente la force d'appui. Apicella estime que la voiture se comporte mieux désormais et effectue son meilleur temps en 1 min 17 s 52 lors du dernier de ses vingt-trois tours de la journée et malgré de fortes rafales de vent. Ce temps est toutefois plus lent que celui des monoplaces évoluant en championnat du Japon de Formule 3000 sur ce circuit ; les ingénieurs de Dome estiment qu'une monoplace de Formule 1 performante devrait tourner en 1 min 12 s sur ce tracé et se fixent pour objectif du lendemain d'atteindre 1 min 15 s. À l'issue de cette première journée, le moteur Mugen-Honda, qui a dépassé un total de 550 kilomètres depuis le premier roulage de la F105, est donc remplacé et révisé,.

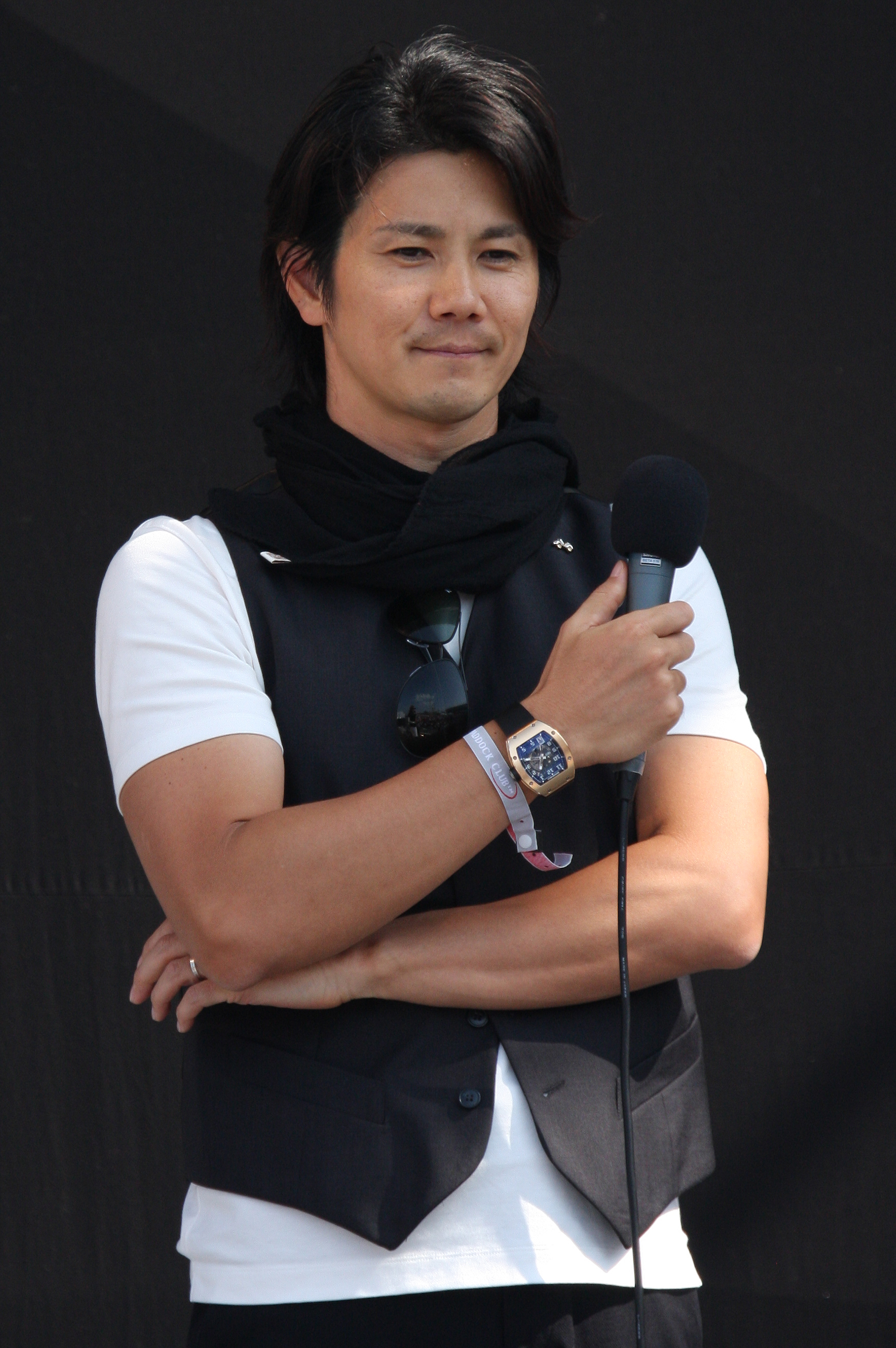
Shinji Nakano (ici en 2009), chargé de mener des tests aérodynamiques à Suzuka.

Le lendemain matin, les mécaniciens de l'équipe modifient l'angle de carrossage à −15 millimètres à l'avant et −30 millimètres à l'arrière, et ramènent les ailerons avant et arrière à leur position d'origine, afin notamment de réduire au maximum l'appui aérodynamique à l'arrière. Apicella débute la séance sur une piste humide avec un rythme lent et des temps au tour en 1 min 30 s. Après seize tours, l'équipe augmente l'appui aérodynamique (au maximum à l'arrière) en relevant les deux ailerons de la monoplace. Alors qu'il est prévu d'essayer les nouvelles gommes C fournies par Goodyear, les mécaniciens oublient de les faire chauffer et Apicella est contraint de poursuivre sa session avec des gommes B en fin de vie. Après cinq tours effectués avec ces changements et une meilleure performance établie en 1 min 17 s 46, Apicella se plaint d'une pédale frein spongieuse qui l'empêche de freiner à fond, d'une voiture instable à l'arrière lors des freinages et d'une baisse de la pression de ses pneumatiques avant. Malgré tout, l'Italien estime que la F105 a une bonne tenue de route et qu'elle devrait s'améliorer au fil des essais.
L'après-midi, Shinji Nakano établit un temps en 1 min 16 s au seizième tour, avant de regagner les stands pour modifier la géométrie de suspension et repositionner les triangles supérieurs arrière. Après vingt-six tours effectués au même rythme qu'en début de séance, le Japonais, de retour au garage, explique à ses mécaniciens qu'il ne ressent aucun changement particulier après la modification de géométrie de la suspension. Pour tenter d'obtenir de meilleures performances sur un tour, l'équipe réduit l'appui aérodynamique des deux ailerons et monte les gommes C. Pendant son troisième tour, alors que Nakano commence à augmenter son rythme avec ces réglages, le système hydraulique de la boîte de vitesses subit une défaillance qui provoque la fin de la journée d'essais. Nakano décrit les mêmes problèmes rencontrés par Apicella lors de son roulage mais loue une monoplace très maniable. Les ingénieurs de Dome constatent la difficulté de régler de façon optimale une monoplace de Formule 1, qui offre bien plus de possibilités techniques qu'une monoplace de Formule 3000, et croulent de fatigue après une longue période de travail depuis la présentation de la F105,,,,.

#### 11 et 12 mai: Yamamoto en démonstration à Mine
Dix jours plus tard, le circuit de Mine, qui soutient le projet Dome, demande à l'équipe d'effectuer une démonstration de sa monoplace dans le cadre des deux manches du championnat de Formula Nippon qu'il organise les 11 et 12 mai. Dome confie la F105 à Katsumi Yamamoto, participant au championnat. Le Japonais effectue sept tours chaque jour. À l'issue de l'exhibition, les mécaniciens constatent une fuite d'huile moteur et une fuite d'essence au niveau du réservoir, avec un trou au fond de la monocoque, le même problème que lors du premier assemblage de la monoplace. Le débit de la fuite étant minime (perte d'une goutte d'essence toutes les cinq minutes) et la monoplace ne pouvant être réparée sur place, les ingénieurs décident de maintenir la séance d'essai suivante prévue dès le lendemain,.

#### 13 et 14 mai: essais de suspensions et nombreuses fuites pour Apicella à Mine
Le matin du 13 mai, Apicella effectue, à rythme lent, trois tours de démonstration pour le compte d'une société de presse écrite puis retourne au garage après que les ingénieurs constatent une fuite à l'arrière de la voiture dans les lignes droites ; la fuite d'huile moteur diagnostiquée la veille n'a pas été colmatée. Les mécaniciens s'affairent donc à obturer soigneusement l'orifice tandis que la durit de retour de carburant est également resserrée. La séance reprend dans l'après-midi avec des pneumatiques neufs mais, Apicella, après seulement quatre tours, doit rentrer au stand, dans l'impossibilité de rétrograder puisque les problèmes de fuite perdurent. L'équipe technique constate une grave fuite d'huile : lorsque les mécaniciens désaccouplent la boîte de vitesses du carter de cloche d'embrayage, cette dernière se fissure, aggravant la fuite. La séance est interrompue le temps de réparer la voiture,.
Le lendemain matin, les premiers tours de roue de la F105 montrent une petite fuite du carter de cloche d'embrayage, pourtant réparé durant la nuit. Pour autant, Apicella tourne durant encore cinq tours, avec un réservoir rempli de seulement sept litres de carburant. Après avoir ravitaillé, l'équipe teste de nouveaux réglages en modifiant la raideur des suspensions, en réduisant l'appui aérodynamique à l'arrière et en modifiant la raideur des barres antiroulis. Apicella, qui réalise vingt tours supplémentaires, explique à son retour au garage que le comportement de la monoplace réagit à chaque réglage. L'Italien reprend la piste équipé des gommes C, plus tendres, pour effectuer une série de tours rapides mais la rupture du pot d'échappement met fin aux essais après une seule boucle. Alors que la F105 a déjà parcouru un total de 900 kilomètres, les ingénieurs n'ont pas encore pu la tester dans des configurations optimales de course. Ils prennent également conscience que les pièces d'une monoplace de Formule 1 ont une durée de vie plus courte que celles d'une monoplace de Formule 3000 et décident de réviser intégralement la F105 à l'usine de Kyoto ; ils découvrent alors que la cloche d'embrayage avait un défaut de conception qu'ils peuvent néanmoins réparer,,,.

### Deuxième série d'essais à l'été 1996: une fiabilité et des performances en progrès

#### 19 au 24 juin: Nakano, Matsumoto, Wakisaka et Apicella en démonstration et essais aérodynamiques à Tokachi

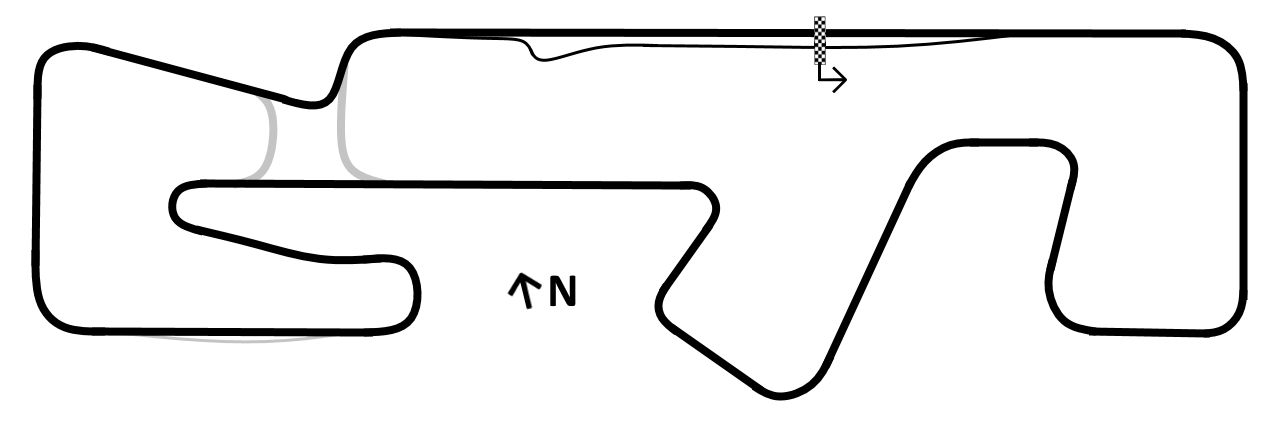
Le Tokachi International Speedway, long de 5,092 kilomètres, accueille l'écurie Dome le temps d'une semaine d'essais en juin 1996.

Après une inspection rigoureuse de l'ensemble des composants, la F105 est réassemblée à la mi-juin. Dome loue le Tokachi International Speedway, un circuit situé à Sarabetsu sur l'île de Hokkaidō, pour y effectuer des essais les 19, 21 et 24 et 25 juin. En échange, l'équipe organise une démonstration sur ce tracé les 22 et 23 juin, dans le cadre des épreuves du championnat de Formula Nippon qui s'y déroulent.
Le matin du 19 juin, la piste est détrempée et recouverte de sable en raison des intempéries de la veille. Shinji Nakano a ainsi l'occasion d'essayer le premier jeu de pneus pluie fourni par Goodyear pendant une heure, le temps de vérifier le bon fonctionnement général de la voiture et surtout de la transmission semi-automatique. La piste s'asséchant, Nakano chausse des pneus slicks mais encrasse son radiateur avec de l'herbe, risquant ainsi de provoquer une surchauffe. Un radiateur, plus grand de 30 % est installé ; les ingénieurs constatent immédiatement son efficacité sur la température du liquide de refroidissement. Nakano se plaint ensuite du comportement de la voiture, qui a tendance à sous-virer à l'entrée des virages puis à survirer à l'accélération en sortie de virage. Pour corriger ce défaut, les mécaniciens abaissent l'aileron avant et augmentent la hauteur de caisse à l'avant. Cette modification ne résout pas le manque d'adhérence à l'arrière de la monoplace. Bien que l'équipe ne soit pas sûre que l'aérodynamique soit à l'origine de ce problème, de nouveaux déflecteurs latéraux sont installés. Finalement, après un total de 37 tours, une nouveau souci de blipper (fuite d'huile) interrompt la séance,.
Le lendemain, les conditions climatiques sont plus clémentes mais il reste du sable dans les deuxième et troisième virages du circuit. La F105 est équipée d'un nouveau moteur mais son démarrage prend du retard à cause de problèmes électriques. En piste, la monoplace s'arrête à trois reprises ; après une inspection minutieuse, les mécaniciens constatent qu'un domino électrique mal serré est à l'origine de cette défaillance. Le temps imparti à la séance étant terminé, Dome obtient du circuit l'autorisation d'utiliser à nouveau la piste durant une heure, pendant le temps du déjeuner. Cette séance supplémentaire est destinée à trouver la meilleure configuration de la voiture dans l'optique des essais du lendemain et de connaître les différences de comportement entre les pneumatiques B et C. Pour autant, Nakano, malgré un temps au tour moyen plus rapide d'une seconde avec les gommes C, ne ressent aucune différence entre les deux montes pneumatiques ; les ingénieurs attribuent l'écart de performance à l'amélioration de la piste au fur et à mesure du roulage. S'il est prévu, en fin de séance, d'effectuer des tours rapides avec les gommes les plus tendres pour établir un temps de référence, une nouvelle rupture de pot d'échappement, après dix-sept tours, met fin prématurément à la session,.

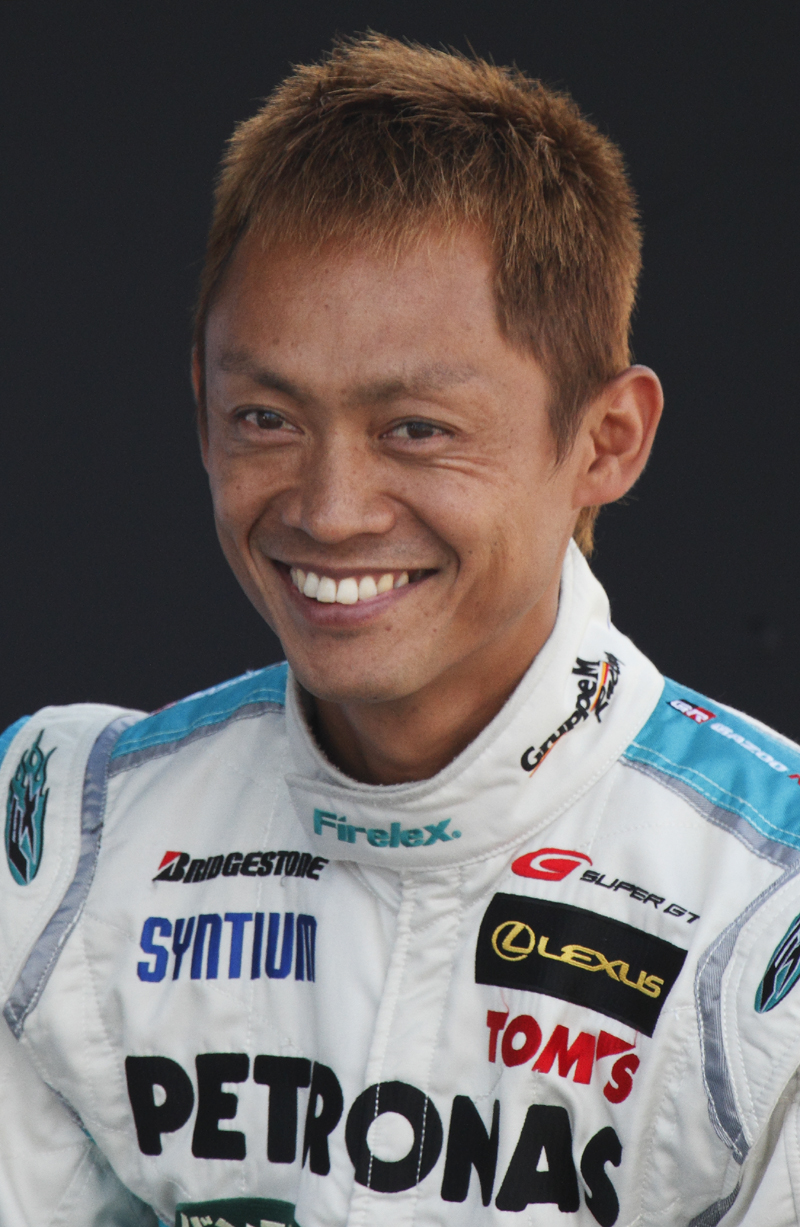
Juichi Wakisaka prend le volant de la F105 pour plusieurs tours d'exhibition.

Le 21 juin, alors que Shinji Nakano doit poursuivre les essais en embarquant soixante litres de carburant, les ingénieurs constatent une importante fuite d'essence et la séance est annulée le temps que la fuite soit colmatée,.
La journée suivante est le théâtre des qualifications de la quatrième manche du championnat de Formula Nippon ; Nakano, qui y prend part, est remplacé au volant de la F105 par Juichi Wakisaka qui doit boucler cinq tours d'exhibition. Dès son premier tour de piste, un couvercle de cylindre d'amortisseur, mal fixé, s'envole et le Japonais rentre au stand pour faire réparer l'avarie. Le lendemain, en marge de la course, Wakisaka réalise cinq nouveaux tours de démonstration,.
Dome estime que la meilleure adhérence de la piste après une course que lors de simples essais privés permet un gain de 2,5 secondes au tour ; de ce fait, les attentes de l'équipe japonaise en matière de performances sont élevées pour la dernière journée d'essais du 24 juin. Marco Apicella demande à réduire l'appui à l'avant et à l'arrière. Les ingénieurs suppriment aussi l'effet de tangage. Malgré une fuite au niveau de la durit d'huile de boîte de vitesses, un problème électronique empêchant l'utilisation de la première vitesse et un pot d'échappement fissuré, l'Italien réalise vingt-trois tours, dont un en 1 min 40 s 22, plus lent que la pole position établie en Formula Nippon par Toranosuke Takagi en 1 min 39 s 659. Malgré un personnel épuisé par le surmenage, Dome, satisfait de l'amélioration du comportement de la F105, souhaite effectuer une dernière journée d'essais afin de réaliser des tours rapides, mais celle-ci est annulée en raison des fortes pluies qui s'abattent sur le circuit,.

#### 25 août: Démonstration à Tokachi, annulation des essais européens et report de l'arrivée en Formule 1 à 1998
En juillet 1996, la presse spécialisée révèle que Dome, ne parvenant à récolter les fonds nécessaires au bon déroulement de son programme d'essais, renonce à se rendre sur les circuits de Silverstone et de Nevers Magny-Cours : des doutes se font jour quant à la probabilité d'une entrée du constructeur japonais en Formule 1 dès 1997, puisque les observateurs considèrent qu'une écurie désireuse de rejoindre la catégorie-reine du sport automobile doit être opérationnelle dès le mois de juillet de l'année précédant cet engagement, ce qui n'est pas le cas de Dome.
Il faut attendre le 25 août, deux mois après les derniers essais, pour revoir la F105 en piste à Tokachi, lors d'un événement organisé par la chaîne de supermarchés 7-Eleven, le nouveau commanditaire de l'équipe. Shinji Nakano effectue seize boucles pour tester de nouvelles pièces puis cède sa place à un journaliste de la maison d'édition Shūeisha pour un court essai,.
Deux semaines plus tard, confirmant les doutes émis par la presse spécialisée, Dome annonce reporter son arrivée en Formule 1 à 1998, faute de moyens suffisants pour s'aligner dès la saison 1997.

#### 14-16 septembre: Nakano en essais pneumatiques et aérodynamiques à Mine
Du 14 au 16 septembre, Dome retourne sur le circuit de Mine afin de préparer les essais de vitesse prévus à la fin du mois à Suzuka. Les deux premières journées sont dédiées à des démonstrations en marge de l'épreuve de Formula Nippon : le 14 septembre, Nakano éprouve avec succès de nouveaux amortisseurs avant. L'instabilité de l'arrière de la monoplace lors des freinages est corrigée par un abaissement de l'aileron arrière de 3,5 millimètres qui procure une meilleure adhérence. Les ingénieurs rehaussent l'aileron avant et un séparateur de 12 millimètres pour corriger la nervosité du comportement de la voiture due à l'effet de sol. Enfin, la hauteur de caisse est abaissée, progressivement, de 2 millimètres pour tenter de diminuer l'effet de tangage ; aucun de ces réglages n'apporte toutefois de changement significatif sur les performances en piste. La séance se termine par un comparatif des composés B (dur) et C (tendre) des pneumatiques Goodyear, pour constater que les gommes B entraînent une perte d'une seconde au tour. Au total, Nakano parcourt vingt tours lors de cette session,.
Le lendemain, en marge de la course de Formula Nippon, Nakano effectue dix tours en gommes C, puis D (très tendre), observant que ces dernières apportent un gain d'une seconde au tour,.

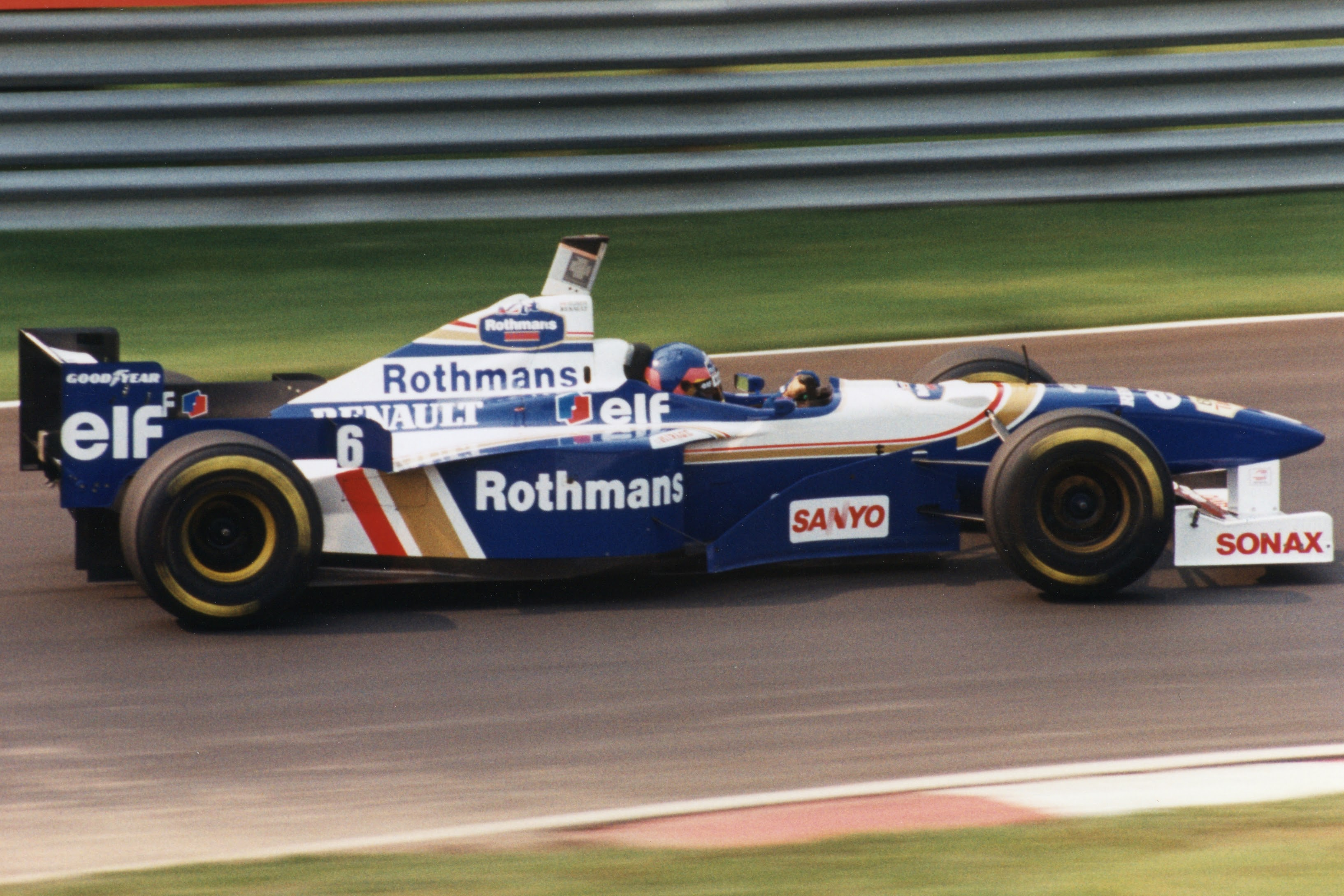
Dome estime que la F105, dans des conditions optimales, pourrait rivaliser avec la Williams FW18-Renault, la monoplace la plus performante du plateau en 1996, sur le circuit de Mine.

Le 16 septembre au matin, Dome consacre ses deux dernières heures d'essais à des tours rapides. S les mécaniciens règlent l'appui arrière de la F105 à son maximum, cela n'apporte aucun gain de performance en ligne droite à cause du vent. À trente minutes de la fin de la séance, Nakano chausse les gommes B avec lesquels il part en tête-à-queue, effrayant l'ensemble de son équipe qui n'aurait pas les moyens de reconstruire immédiatement la voiture en cas de dommages importants. Le Japonais termine la session par quelques boucles rapides en gommes C et réalise un temps de référence en 1 min 13 s 86. Au total, l'équipe couvre 86 tours dans la journée,.
Bien que cette performance reste moins rapide que la pole position établie en 1 min 13 s 54 par Toshio Suzuki en Formula Nippon, les ingénieurs se satisfont de ces essais lors desquels la F105 s'est montrée fiable, même s'ils doivent encore élargir la plage de réglage de l'angle de carrossage. Ils estiment que la Williams FW18, la monoplace de Formule 1 la plus véloce en 1996, évoluerait en 1 min 11 s à Mine ; ils relativisent également le meilleur temps de la F105 en expliquant que l'utilisation des gommes les plus tendres de la gamme de pneumatiques fournis par Goodyear permettrait un gain d'une seconde, auquel il faut ajouter huit dixièmes de seconde avec un moteur réglé pour une séance de qualification puis quatre dixièmes de seconde sur une piste propre (ici, le tracé était sablonneux) et enfin trois dixièmes en tenant compte de l'erreur de pilotage de Nakano lors de son meilleur tour. Selon eux, dans des conditions optimales, la F105 tournerait en 1 min 11 s 26, ce qui la placerait entre la deuxième et la quatrième position d'une séance de qualification d'un Grand Prix de Formule 1,.

### Les essais de Suzuka à l'automne

#### 29-30 septembre: essais annulés en raison des mauvaises conditions climatiques

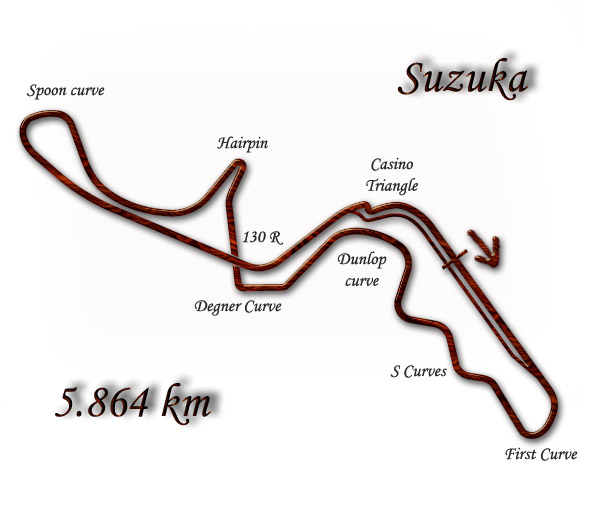
Le circuit de Suzuka, théâtre des derniers essais rapides de la Dome F105.

Le 29 septembre, afin de réaliser des essais contre-la-montre pour connaître le réel niveau de performance de la F105, Dome loue le circuit de Suzuka pour trente minutes après la manche de Formula Nippon, au crépuscule. Shinji Nakano, fatigué par la course qu'il vient de disputer, réalise six tours au volant d'une monoplace dont les réglages ne sont pas optimaux sur ce circuit par manque de données. Il établit, en 1 min 51 s, un premier temps de référence qu'il améliore d'une seconde à trois reprises pour atteindre 1 min 48 s. Nakano suggère à ses ingénieurs qu'avec des gommes neuves, il tournerait en 1 min 42 s. Ne se fiant pas au ressenti de leur pilote, ceux-ci estiment que, compte-tenu de la valeur de leur pilote et du fait que le moteur V10 Mugen-Honda MF-301H rend environ cinquante chevaux à celui utilisé par Ligier, notamment avec l'absence d'un réglage spécifique pour les qualifications, la F105 devrait tourner entre 1 min 42 s 8 et 1 min 43 s 5. Le lendemain matin, deux heures d'essais sont programmées mais la séance est annulée en raison des fortes pluies provoquées par un typhon,.

#### 30-31 octobre: Hattori en contre-la-montre et l'incendie de la F105
Les 30 et 31 octobre, deux semaines après le Grand Prix du Japon, la F105 retourne à Suzuka pour un nouvel essai en contre-la-montre afin de la comparer avec les monoplaces de Formule 1 engagées en championnat. Pour reproduire au mieux des conditions de course, Dome, qui estime à trois secondes la perte de temps au tour sur une piste sale, par rapport à une piste recouverte de gomme lors d'une course, amène une monoplace de Formule 3 et quatre monoplaces de Formula Nippon, dont deux prêtées par l'équipe 5Zigen, pour nettoyer la piste.

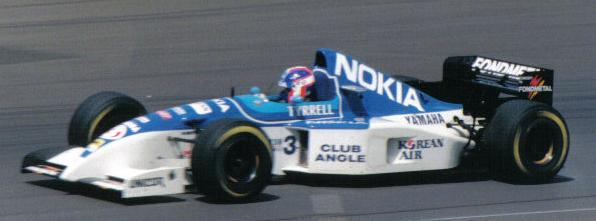
Dome sollicite Ukyo Katayama (ici au volant d'une Tyrell 023 au Grand Prix de Grande-Bretagne 1995) pour tester sa monoplace.

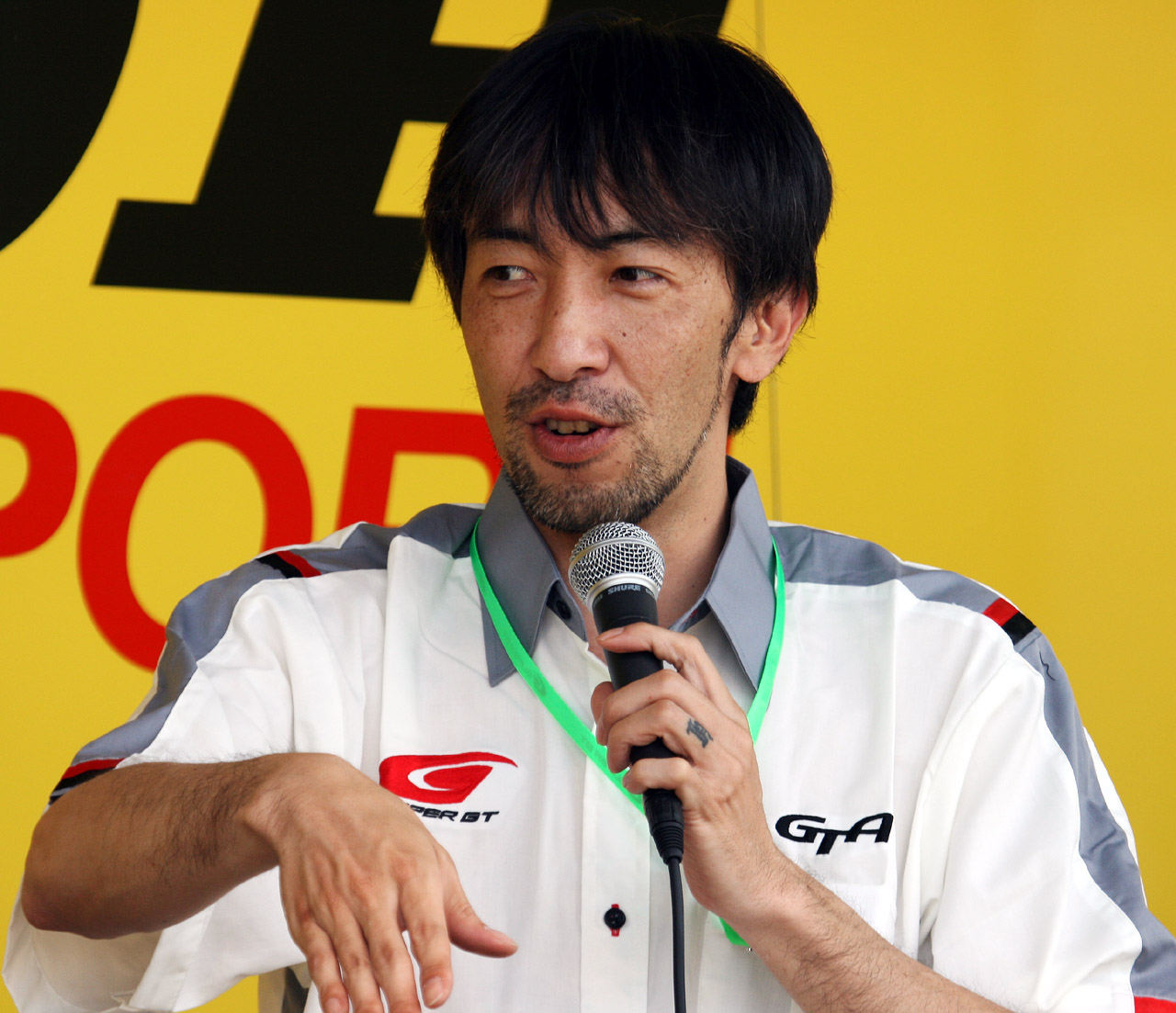
Naoki Hattori (ici en 2008) teste la F105 à Suzuka.

Le choix du pilote-essayeur pour ce test s'avère également difficile : Shinji Nakano n'est pas au Japon et postule pour un baquet au sein de la nouvelle écurie Prost Grand Prix, motorisée par Mugen-Honda, tandis que Marco Apicella est en froid avec Dome depuis que le président de Honda a exhorté l'équipe à l'écarter des essais de développement au profit de Nakano. Dome envisage de faire appel à Ukyo Katayama, qui bénéficie d'une réputation de pilote rapide et expérimenté grâce à sa présence en Formule 1 depuis 1992 mais celui-ci n'est pas disponible. Finalement, l'écurie recrute Naoki Hattori, nouveau vice-champion du Japon de Formula Nippon et pilote de Formule 1 en 1991 au sein de l'équipe Coloni. Le Japonais, réputé pour sa vélocité et ses qualités de mise au point, pêche par sa capacité d'adaptation au véhicule qu'il pilote. Ce défaut semble arranger les ingénieurs de Dome qui y voient plutôt une garantie que la F105 ne sera pas endommagée durant les essais,,.
La veille des premiers essais, lors de la vérification de la F105, les mécaniciens constatent que la communication entre l'ordinateur contrôlant la boîte de vitesses et le serveur dans le garage est perdue. Après six heures de recherche infructueuse, ils démontent le serveur mais ne trouvent que des puces soudées à la carte mère. Une fois l'ordinateur réassemblé et remis sous tension, des caractères illisibles apparaissent sur l'écran ; l'ordinateur finit par démarrer, le problème étant en fait causé par un câble électrique mal branché.
Pour ces deux jours d'essais, Dome apporte huit jeux de pneumatiques Goodyear B (dur), C (tendre) et D (très tendre), dont seulement cinq neufs, l'écurie manquant de moyens pour en acheter davantage. Hattori débute les essais, dans la matinée du 30 octobre, équipé de pneumatiques B usagés. L'équipe est préoccupée par l'état de la piste car les monoplaces de Formule 3 et Formula Nippon sont plus lentes que prévu de trois secondes au tour. Après sept tours et un arrêt au stand pour réparer le pot d'échappement, Hattori établit son premier temps de référence en 1 min 52 s, une performance jugée décevante, les ingénieurs pensant que le Japonais, malgré sa méconnaissance de la voiture et un pilotage prudent, tournerait rapidement autour de 1 min 48 s. L'équipe remonte le diffuseur arrière, déjà très abîmé, de deux millimètres et Hattori, grâce à une meilleure adhérence permise par le dépôt de gomme des autres monoplaces, améliore, au treizième tour de la séance, en 1 min 48 s 83. Après un changement de pression des pneus arrière, il effectue une quatrième sortie, interrompue trois boucles plus loin à cause d'une nouvelle défaillance du blipper. Il tente de reprendre la piste mais s'arrête au bout d'un demi-tour, ne parvenant pas à embrayer efficacement avec la pédale ; au total, il a parcouru seulement dix-neuf tours lors de cette première séance,.
L'après-midi, un double aileron arrière est installé pour augmenter l'appui aérodynamique en ligne droite et des gommes C sont montées. Ce nouvel aileron déleste l'avant de la monoplace, entraînant une diminution de l'adhérence des pneumatiques avant, ce qui force Hattori à s'arrêter rapidement au stand pour augmenter l'appui de l'aileron avant. Le Japonais évolue alors en 1 min 49 s 81 : les ingénieurs constatent que les réglages effectués rendent la F105 moins rapide en ligne droite où la vitesse de pointe a diminué de 10 km/h ; ils décident de baisser l'appui à l'avant et à l'arrière. Hattori ressort pour la quatrième fois mais, lors du dix-septième tour de la séance, dans le virage rapide du 130R, un bras de suspension arrière se brise : le Japonais parvient à arrêter sa monoplace en sécurité,.

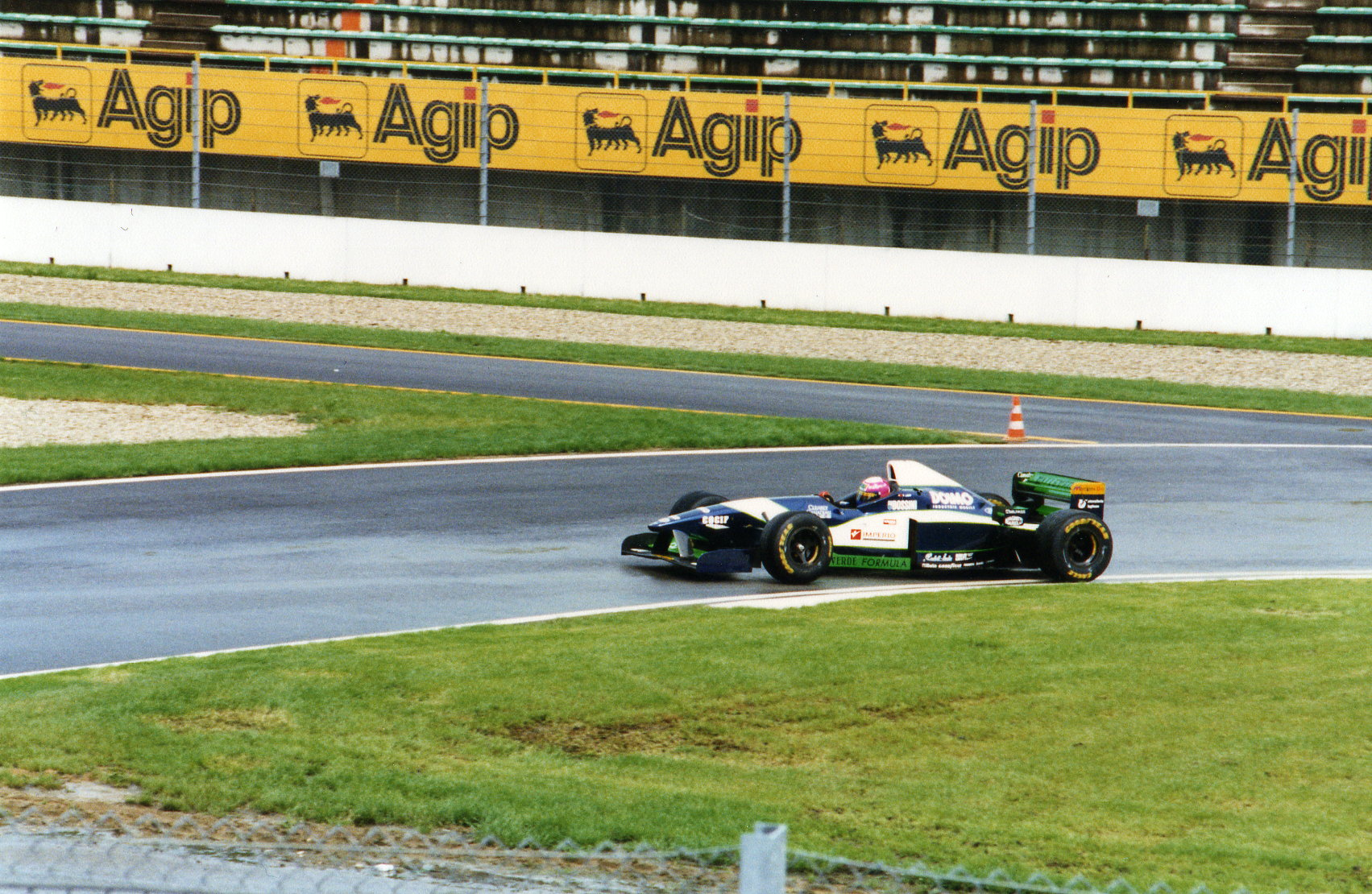
Les essais de Suzuka permettent de constater que la Dome F105 ne pourrait rivaliser qu'avec cette Minardi M195B, la plus lente monoplace ayant participé à l'intégralité du championnat du monde de Formule 1 1996.

Le lendemain matin, après que les mécaniciens ont passé la nuit à réparer la voiture, Hattori reprend la piste avec des gommes C (tendres) usées pour deux premières sorties ; il établit un premier temps de référence en 1 min 49 s 58 au sixième tour puis améliore en 1 min 48 s 04. L'équipe monte ensuite des pneus neufs qui lui permettent, à la treizième boucle, d'effectuer le meilleur temps de la session en 1 min 46 s 27 malgré une forte pression des gommes. Pour sa quatrième sortie, la F105 est équipée d'un nouvel aileron arrière, à faible appui, avec lequel elle évolue en 1 min 47 s 05. En fin de séance, les mécaniciens braquent l'aileron arrière pour augmenter l'appui mais, dès le début du tour de sortie, une fuite d'huile provoquée par un bouchon mal serré entraîne un début d'incendie à l'arrière de la monoplace. Faute de commissaires de piste lors des séances d'essais, les secours arrivent tardivement et la monoplace subit d'importants dégâts,,,.
Avec un meilleur temps en 1 min 46 s 27, la F105 évolue à 7,3 secondes de la Williams FW18 de Jacques Villeneuve, qui a pris la pole position du Grand Prix du Japon en 1 min 38 s 909. Pour quatre dixièmes de seconde, Hattori n'aurait pas atteint la limite des 107 % et ne se serait pas qualifié pour la course, ne devançant que la Minardi M195B de Giovanni Lavaggi. Toutefois, les ingénieurs estiment que les pneus fournis par Goodyear, de qualité bien moindre que ceux utilisés en championnat, entraînent un déficit de performance de deux à trois secondes au tour et que la F105 avait le potentiel pour tourner en 1 min 43 s (ce qui équivaudrait à une performance entre la seizième et la dix-huitième place sur vingt) lors de la dernière séance prévue l'après-midi où le composé D (très tendre) devait être testé,.

## Tentative d'engagement avorté en 2000

### La rétro-inspection de l'échec de 1996

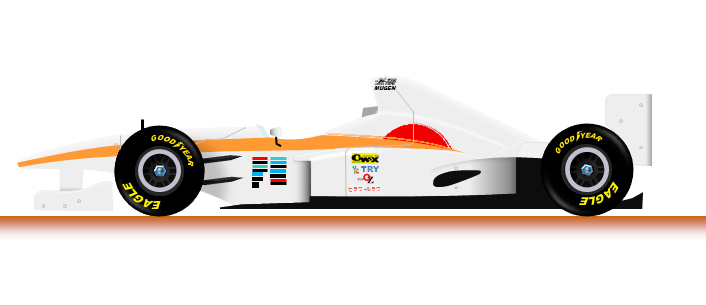
Silhouette de la Dome F105 dans sa livrée arborée depuis 1997.

Initialement, Dome devait faire ses débuts en Formule 1 en 1997, profitant d'une nouvelle clause des Accords de la Concorde qui lui aurait garanti une dotation annuelle d'environ 800 millions de yens versée par la FOCA. L'écurie prévoyait un budget annuel d'environ 2,3 milliards de yens : avec le soutien financier des commanditaires à hauteur de 1,1 milliard de yens, Dome devait encore trouver 400 millions de yens,.
Dome ne souhaitait pas s'engager en Formule 1 en 1998 car le changement de réglementation technique l'aurait contraint à fabriquer une toute nouvelle monoplace, notamment en retravaillant l'aérodynamique. Si Dome annonce néanmoins la conception d'une Dome F106 pour le printemps 1997, celle-ci ne désignera qu'une monoplace de Formule 3 produite en 2003. Fin janvier 1997, Naoki Hattori effectue, au volant de la F105 entièrement reconstruite à la suite de l'incendie des essais d'octobre 1996, trente-deux tours de piste à l'occasion d'un événement destiné au public sur le circuit de Suzuka, ce qui est l'occasion de vérifier le bon fonctionnement de la monoplace,,.
Selon Dome, d'autres facteurs expliquent l'échec de son arrivée en Formule 1 en 1997 : la structure n'est composée que de quarante employés qui manquent de connaissances techniques dans cette discipline et dont la motivation diminue au fur et à mesure des déconvenues de la F105, que ce soit par son manque de fiabilité et ses temps au tour supérieurs à leurs attentes de deux à trois secondes. Enfin, Minoru Hayashi prend conscience que de l'impossibilité de créer une écurie de Formule 1 totalement japonaise en ne disposant que d'un petit budget ; du fait du faible enthousiasme des entreprises locales à l'idée de fournir ou soutenir financièrement l'écurie (Mugen-Honda est même assez réticent à l'idée de fournir des moteurs à Dome, traditionnellement associée à Toyota), Dome doit se tourner vers des partenaires étrangers, comme AP Racing et, dès le second semestre 1997, Dome entame des négociations avec des investisseurs étrangers pour mener à bien son arrivée en Formule 1,,,.

### Des négociations pour un rachat par Malik Ado Ibrahim
Le principal investisseur potentiel de l'écurie est Malik Ado Ibrahim, dit « Prince Malik », un homme d'affaires nigérian qui se dit propriétaire d'une société de courtage en kérosène située à Heathrow, au Royaume-Uni, mais aussi actionnaire de société d'exploitation pétrolière ou de matières premières, d'entreprise de pêche ou investisseur dans la télécommunication,. Les premiers contacts s'établissent à la fin de l'année 1997, avant une première rencontre entre Malik Ado Ibrahim et Tadashi Sasaki au début de l'année 1998, à l'hôtel Hilton d'Heathrow, alors que se tient au même moment une réunion organisée par la Fédération internationale de l'automobile entre les directeurs techniques des écuries de Formule 1. Les rumeurs d'un retour en Formule 1 de Honda aidant, certains amateurs de la discipline considèrent, à tort, que Sasaki participait à cette réunion en tant que représentant de Honda ; il a toutefois quitté l'hôtel avant même le début de la réunion.
Malik Ado Ibrahim explique à Sasaki qu'il souhaite fonder la première écurie africaine de l'histoire de la Formule 1, arguant du grand potentiel du marché africain et que Dome, en devenant un partenaire technique de cette structure, bénéficierait d'importantes retombées économiques. Le Nigérian a toutefois servi le même discours la veille à Eddie Jordan, propriétaire de l'écurie Jordan Grand Prix mais celui-ci, très habile en affaires, a refusé de vendre son écurie. Malik Ado Ibrahim prend également des contacts dans le but de racheter Tyrrell Racing mais le producteur de tabac British American Tobacco rachète l'équipe, rebaptisée British American Racing en 1999. Une des pierres d'achoppement dans les négociations avec Dome est que le Nigérian souhaite établir le siège de l'écurie en Grande-Bretagne (où se trouvent la grande majorité des écuries de Formule 1) tandis que Dome préfère conserver ses quartiers généraux au Japon,,.
Faute de mieux, Dome continue d’intéresser Malik Ado Ibrahim puisqu'il s'agit d'une écurie non-européenne à même de rivaliser avec les structures établies sur le Vieux Continent et qui entretient de bonnes relations avec Honda qui pourrait le fournir en moteurs. Malgré la pression d'Ado Ibrahim pour s'engager en Formule 1 dès 1999, Dome, ni préparée, ni liée à un motoriste, préfère décaler son arrivée à 2000. Le Nigérian maintient son échéance et, à la demande de Tadashi Sasaki, se rend au Japon pour rencontrer Hirotoshi Honda, le président de Mugen Motorsports, qui se montre favorable à la fourniture de moteurs Mugen-Honda. Néanmoins, les intentions du constructeur japonais de s'engager en Formule 1 sous son nom propre rendent ce partenariat très incertain. Une alternative serait l'utilisation de moteurs V10 Supertec, une nouvelle société fondée par Flavio Briatore qui assure l'entretien des blocs V10 Renault RS9B de 1997, mais Dome abandonne cette éventualité en mai 1998 et maintient sa volonté d'intégrer la catégorie-reine du sport automobile en 2000. De ce fait, Malik Ado Ibrahim met fin aux négociations avec l'équipe japonaise pour devenir actionnaire, à hauteur de 30 % d'Arrows en 1999 ; il en est éjecté dès septembre, son plan d'investissement se révélant être une supercherie,,,,,.

### Nouveaux essais en 1999 et fin du projet avec la préparation de Honda à la Formule 1

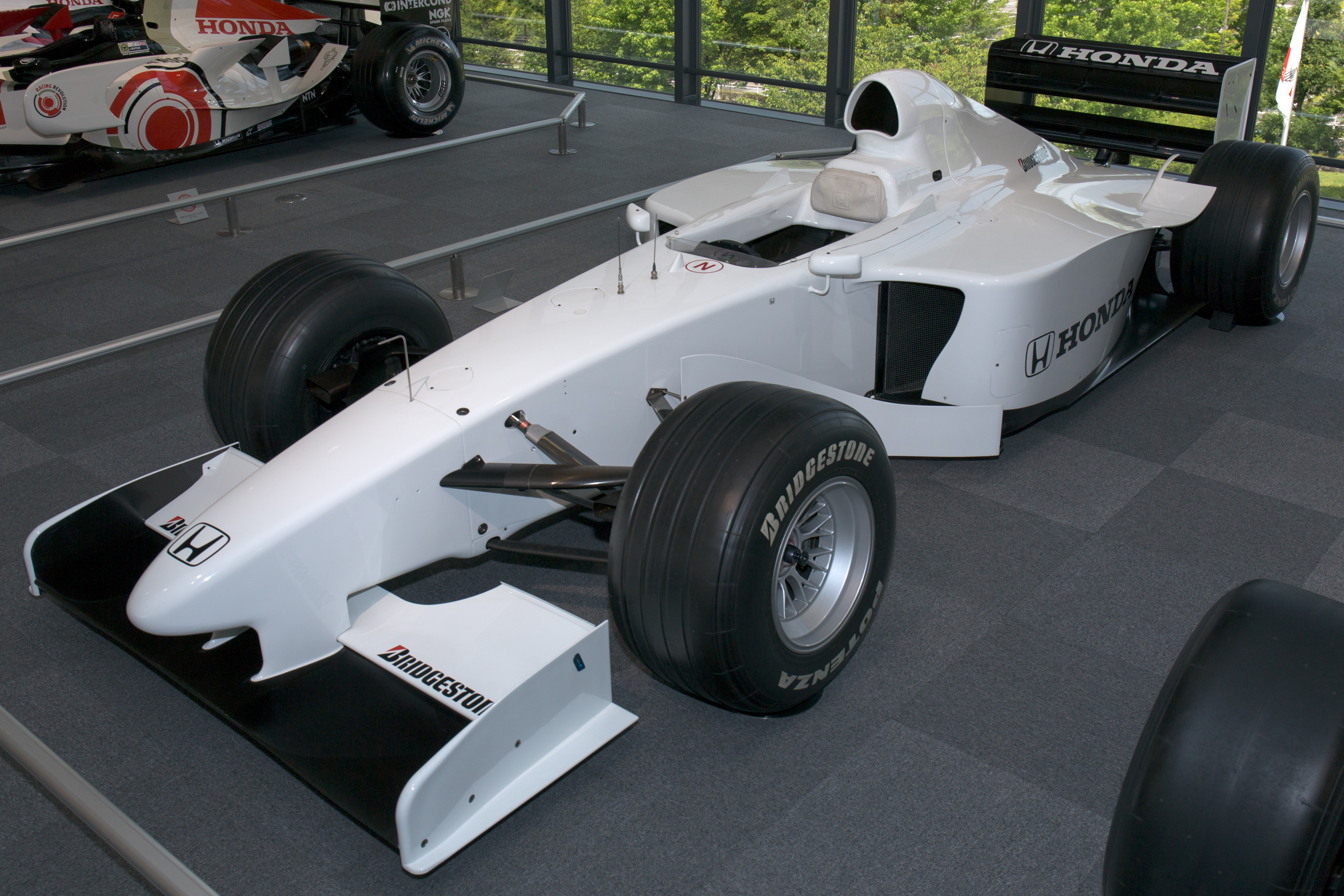
Le développement par Honda de sa propre monoplace de Formule 1, la RA099, et son intention d'engager une écurie de Formule 1, pousse Dome à renoncer à son entrée dans la discipline.

Dans le même temps, Mugen-Honda prolonge son partenariat avec Jordan Grand Prix, ce provoque le mécontentement de Dome, qui se tourne désormais vers Honda. Dès juillet 1998, Dome teste de façon régulière sur le circuit de Motegi une nouvelle version de la F105 qui dispose d'un système de contrôle de la boîte de vitesses semi-automatique gérant simultanément l'embrayage et l'accélérateur ; cette innovation est financée par la préfecture de Kyoto. Dome souhaite développer sa monoplace en effectuant trois périodes d'essais au Japon puis sept en Europe jusqu'en septembre 1999, quand la monoplace, censée participer au championnat du monde de Formule 1 2000, doit être présentée puis testée. Dans les faits, les essais se limiteront au début de l'année 1999. Pour ce faire, Dome monte un budget d'un milliard de yens qui prévoit l'établissement d'un siège en Grande-Bretagne, dans les anciens locaux de l'écurie Benetton Formula,,,.
Dome est contactée par une société informatique néerlandaise (qui a soutenu par le passé les écuries Jordan Grand Prix, Williams et Tyrrell) qui souhaite sponsoriser une écurie à l'horizon 2000. Cette entreprise s'intéresse au constructeur japonais car elle estime que les équipes européennes ont toutes un fonctionnement similaire et n'ont pas le goût du défi tandis que Dome a une approche « moderne » et des moyens techniques suffisants pour intégrer la Formule 1. La première étape serait d'évaluer la F105, devenue obsolète en raison du changement de la réglementation technique, puis de construire un nouveau châssis qui accueillerait un bloc Honda,.
Lors des négociations, Sasaki tente de persuader le représentant de la société informatique néerlandaise de s'engager avec un moteur Ford-Cosworth, la seule solution viable pour Dome si la fourniture de blocs Honda était impossible. Si le porte-parole admet l'intérêt financier de l'utilisation du moteur Ford-Cosworth, il insiste sur le fait que sa société est intégrée à un consortium de plusieurs entreprises qui préféraient voir Dome utiliser un moteur plus prestigieux (Ferrari, Mugen-Honda, Yamaha, Mercedes ou Renault), la Formule 1 devenant leur principale plate-forme promotionnelle. La situation se complique encore plus lorsque Rupert Mainwaring, un responsable de Honda, débauche des employés des écuries Tyrrell, McLaren et Jordan tandis que Honda fait appel aux services de Dallara pour produire sa propre monoplace de Formule 1, la RA099, conçue par l'ingénieur britannique Harvey Postlethwaite. Lorsque Honda annonce son intention de fournir des blocs Mugen-Honda à British American Racing et de s'engager en tant qu'écurie en Formule 1 à compter de la saison 2000, Dome, qui n'a aucun moyen de lutter contre ce nouveau projet japonais, abandonne définitivement ses ambitions d'accéder à la Formule 1,,.

## Devenir des monoplaces
L'unique châssis Dome F105, toujours pourvu de son bloc Mugen, est entreposé sous le tunnel de la soufflerie dans l'usine du constructeur japonais à Maibara, dans la préfecture de Shiga au Japon. La monoplace est présentée dans le « musée virtuel » du constructeur, aux côtés des autres modèles de compétition ou de développement du constructeur,.
La Dome F105 est apparue dans deux jeux PlayStation : Dōmu no Yabō: GP F1 1996 Nippon no Chōsen, publiée en 1996 et sa suite, Dōmu no Yabō2:The Race of Champions, sortie en 1998. Le but de ces jeux est de créer puis gérer une écurie de Formule 1 totalement japonaise, en recherchant des sponsors, recrutant des pilotes et en concevant une monoplace de Formule 1, en tenant compte de l'empattement, du placement des radiateurs et la répartition du poids. Les pièces aérodynamiques vues dans ces jeux sont développées en soufflerie et sont tirées des données issues de la F105.

## Jeux vidéo
- Dōmu no Yabō: GP F1 1996 Nippon no Chōsen (1996)[58] ;
- Dōmu no Yabō2:The Race of Champions (1998)[59].